# Anthony Ashley-Cooper (7e comte de Shaftesbury)
Pour les articles homonymes, voir Anthony Ashley-Cooper, Ashley et Cooper.
Anthony Ashley-Cooper (28 avril 1801, Londres – 1er octobre 1885), 7e comte de Shaftesbury, appelé Lord Ashley jusqu'à la mort de son père en 1851, est un homme politique et l'un des philanthropes britanniques les plus connus de l'ère victorienne.
Il fut également l'un des premiers partisans du mouvement sioniste chrétien, le premier président du YMCA et une figure de proue du mouvement évangélique de l'Église d'Angleterre .

## Biographie
Né à Londres, il fait ses études à la Harrow School, puis au Christ Church College à l'Université d'Oxford. En 1826, il devient député puis chef de file du mouvement pour la réforme des conditions de vie dans les usines britanniques. Il contribue à l'instauration des Factory Acts de 1847 et 1853 ainsi que du Coal Mines Act de 1842 et du Lunacy Act de 1845. Il s'intéresse à la protection des enfants et en particulier à leurs conditions de travail. Il est président de la Ragged Schools Union et partisan de Florence Nightingale.
L'écrivain anarchiste Piotr Kropotkine, dans son ouvrage L'Entraide, un facteur de l'évolution, paru en 1902, fait référence à l'une des premières expériences de micro-crédit tentée en Europe, le Fond des petites marchandes de fleurs et de cresson, créé par Lord Shaftesbury.

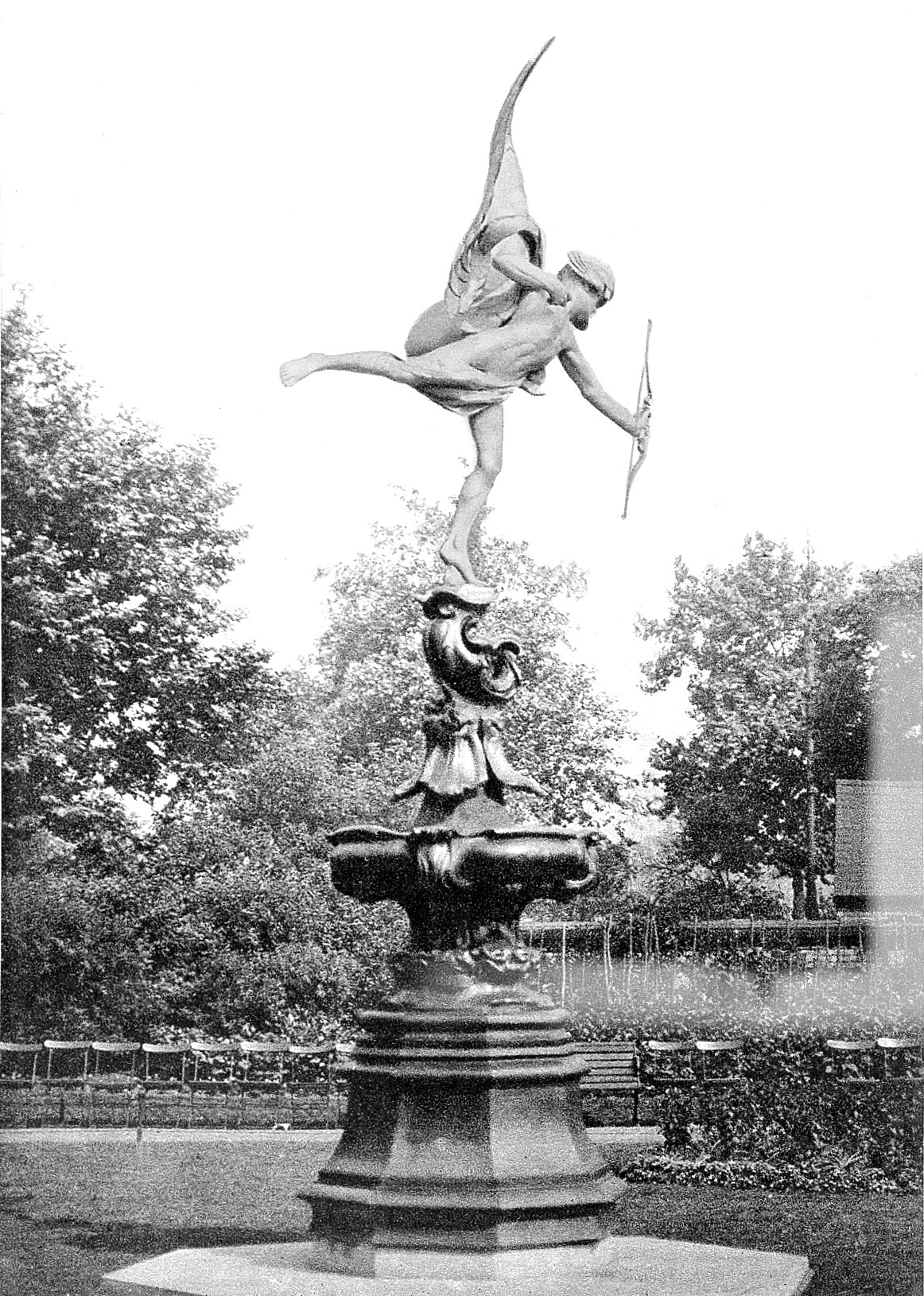
La statue d'Alfred Gilbert, en 1925, provisoirement érigée sur Embankment Gardens.

En 1893, une fontaine, le Shaftesbury Memorial, est érigée à Piccadilly Circus pour commémorer les bienfaits de Lord Shaftesbury. La fontaine est surplombée d'une statue d'ange nu, l'Ange de la charité chrétienne, qui au fil des années sera assimilée à Éros, divinité de l'amour chez les Grecs, et le nom qui est resté. Cette statue d'Alfred Gilbert est l'une des toutes premières réalisée en aluminium. La nudité de l'ange a d'abord choqué, avant qu'il devienne une des icônes de Londres. De nos jours, le quotidien britannique Evening Standard utilise comme logotype à la une du journal un ange largement inspiré de celui de cette fontaine. Une avenue proche, Shaftesbury Avenue, fut aussi nommée après Lord Shaftesbury.
Lord Shaftesbury s'est marié avec Lady Emily Caroline Catherine Frances Cowper (morte le 15 octobre 1872), fille de Peter Cowper, 5e comte Cowper, avec laquelle il a eu trois enfants :
- Lady Victoria Ashley (morte le 15 février 1927), mariée à Harry Chichester (2e baron Templemore) avec lequel elle a eu une descendance.
- Anthony Ashley-Cooper (8e comte de Shaftesbury) (27 juin 1831-13 avril 1886).
- Rt. Hon. Evelyn Ashley (24 juillet 1836-15 novembre 1907), marié à Sybella Charlotte Farquhar avec laquelle il a eu une descendance.